# Stora bloggpriset
Stora bloggpriset var en svensk utmärkelse som utdelades vid ett evenemang anordnat av Aftonbladet och Bloggportalen
Priset instiftades 2008 och delades ut i sju olika kategorier: Nöje och kultur, mode, sport, vardagsliv och fritid, politik och samhälle, prylar och teknik samt design och inredning (livsstil). Nomineringarna togs fram med hjälp av en jury bestående av 100 av Sveriges mest inflytelserika bloggare. Svenska folket bjöds sedan in att rösta fram en vinnare. Galan hölls i början av februari det följande året. 
Efter två år meddelade Aftonbladet och Bloggportalen att priset skulle ta "timeout" och att inget pris för 2010 skulle delas ut.

## 2008 års pris
- Nöje och kultur -  Bokhora
- Mode - Style by Kling (Elin Kling)
- Sport och fritid - Marcus Birro
- Livsstil - Husmusen (Frida Berglund)
- Prylar och teknik - Moderskeppet
- Vardag - Tonårsmorsa (Fatou Touray)
- Politik och samhälle - Opassande.se (Marie Andersson)

## 2009 års pris
- Nöje & Kultur - 365 saker
- Sport - Bara ben på Glenn Hysén
- Mode - Kenza
- Vardagsliv & fritid - Heja Abbe
- Politik & samhälle - Farmor Gun i Norrtälje
- Prylar & teknik - Moderskeppet
- Design & inredning - Emmas designblogg
- Aftonbladets hederspris - Alla dessa dagar